# Чемпіонат Німеччини з хокею 1957—1958
Чемпіонат Німеччини з хокею 1958 — 41-й регулярний чемпіонат Німеччини з хокею, чемпіоном став ХК Фюссен.
Це був останній сезон Оберліги, з наступного сезону вищий дивізіон отримав назву Бундесліга.

## Попередній етап

### Група Захід
| М  | Команда          | І  | Пер | Н | Пор | Ш     | О  |
| -- | ---------------- | -- | --- | - | --- | ----- | -- |
| 1. | «Маннхаймер ЕРК» | 10 | 9   | 0 | 1   | 79:24 | 18 |
| 2. | Крефельдер ЕВ    | 10 | 8   | 0 | 2   | 50:25 | 16 |
| 3. | Дюссельдорф ЕГ   | 10 | 5   | 1 | 4   | 47:36 | 11 |
| 4. | Пройзен Крефельд | 10 | 5   | 0 | 5   | 43:59 | 10 |
| 5. | Бад-Наугайм      | 10 | 1   | 2 | 7   | 34:50 | 4  |
| 6. | ХК Кельн         | 10 | 0   | 1 | 9   | 23:82 | 1  |

Скорочення: М = підсумкове місце, І = ігри, Пер = перемоги, Н = нічиї, Пор = поразки, Ш = закинуті та пропущені шайби, О = набрані очки

### Група Південь
| М  | Команда      | І  | Пер | Н | Пор | Ш     | О  |
| -- | ------------ | -- | --- | - | --- | ----- | -- |
| 1. | СК Ріссерзеє | 10 | 10  | 0 | 0   | 98:19 | 20 |
| 2. | ХК Фюссен    | 10 | 8   | 0 | 2   | 87:23 | 16 |
| 3. | Бад Тельц    | 10 | 6   | 0 | 4   | 70:39 | 12 |
| 4. | СК «Веслінг» | 10 | 3   | 1 | 6   | 23:76 | 7  |
| 5. | ЕВ Ландсгут  | 10 | 1   | 1 | 8   | 21:94 | 3  |
| 6. | Кауфбойрен   | 10 | 0   | 2 | 8   | 23:71 | 2  |

Скорочення: М = підсумкове місце, І = ігри, Пер = перемоги, Н = нічиї, Пор = поразки, Ш = закинуті та пропущені шайби, О = набрані очки

## Фінальний раунд
| М  | Команда          | І  | Пер | Н | Пор | Ш     | О  |
| -- | ---------------- | -- | --- | - | --- | ----- | -- |
| 1. | ХК Фюссен        | 10 | 8   | 1 | 1   | 64:24 | 17 |
| 2. | СК Ріссерзеє     | 10 | 6   | 1 | 3   | 40:39 | 13 |
| 3. | Бад Тельц        | 10 | 6   | 0 | 4   | 53:42 | 12 |
| 4. | «Маннхаймер ЕРК» | 10 | 4   | 1 | 5   | 31:37 | 9  |
| 5. | Крефельдер ЕВ    | 10 | 2   | 2 | 6   | 36:53 | 6  |
| 6. | Дюссельдорф ЕГ   | 10 | 1   | 1 | 8   | 33:62 | 3  |

Скорочення: М = підсумкове місце, І = ігри, Пер = перемоги, Н = нічиї, Пор = поразки, Ш = закинуті та пропущені шайби, О = набрані очки

## Кваліфікація
| М  | Команда          | І  | Пер | Н | Пор | Ш     | О  |
| -- | ---------------- | -- | --- | - | --- | ----- | -- |
| 1. | Пройзен Крефельд | 10 | 7   | 0 | 3   | 55:38 | 14 |
| 2. | Бад-Наугайм      | 10 | 6   | 1 | 3   | 53:28 | 13 |
| 3. | Кауфбойрен       | 10 | 6   | 0 | 4   | 32:44 | 12 |
| 4. | ЕВ Ландсгут      | 10 | 5   | 2 | 3   | 38:29 | 12 |
| 5. | СК «Веслінг»     | 10 | 4   | 1 | 5   | 34:43 | 9  |
| 6. | ХК Кельн         | 10 | 0   | 0 | 10  | 30:80 | 0  |

Скорочення: М = підсумкове місце, І = ігри, Пер = перемоги, Н = нічиї, Пор = поразки, Ш = закинуті та пропущені шайби, О = набрані очки

## Склад чемпіонів
ХК Фюссен:
Вільгельм Бехлер, Карл Фішер, Пауль Амброс, Вальтер Крьотц, Оскар Майрханс, Ернст Траутвайн, Мартін Бек, Ксавер Унзінн, Леонард Вайтль, Ернст Еггербауер, Зігфрід Шуберт, Фріц Клебер, Макс Пфефферле, Маркус Еген, Георг Гуггемос. Тренер: Маркус Еген (граючий тренер).